# 福岡大学
福岡大学（ふくおかだいがく、英語: Fukuoka University）は、福岡県福岡市城南区七隈8丁目19番1号に本部を置く日本の私立大学。1934年創立、1949年大学設置。
大学の略称は九州では福大（ふくだい）が使用されるが、全国においては福岡大（ふくおかだい）が使用されている。スクールカラーはえんじである。

## 概観

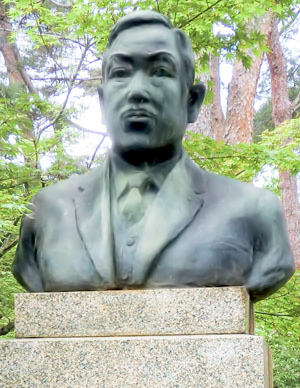
創立者 溝口梅太郎

### 大学全体
9学部31学科、2万人以上の学生を有する西日本最大級の規模を持つ私立の総合大学である。2019年に創立85周年を迎え、20万人以上の卒業生を社会に輩出した。

### 建学の精神
- 「思想堅実」「穏健中正」「質実剛健」「積極進取」
- 教育研究の理念として「人間教育」と「人材教育」の共存、「学部教育」と「総合教育」の共存、「地域性」と「国際性」の共存を掲げる。

## 沿革

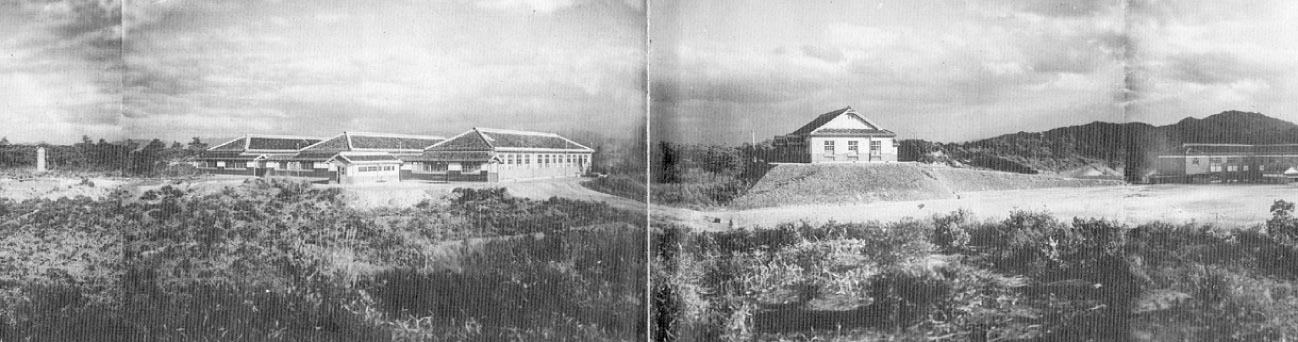
創立当時の福岡高等商業学校

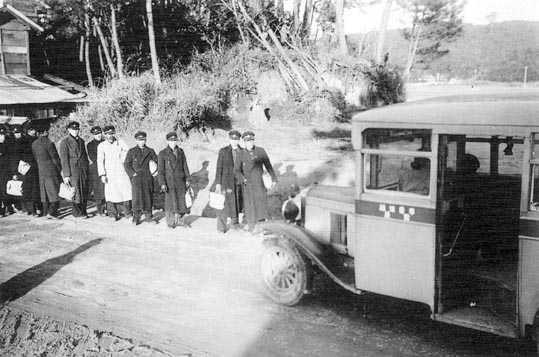
福岡高等商業学校創立当時の学生と木炭バス

- 1933年 溝口梅太郎 - 福岡高等商業学校の設立計画を発表。
- 1934年 福岡高等商業学校創立。
- 1944年 九州専門学校を統合し、九州経済専門学校に改称。
- 1945年 太平洋戦争下、6月19日の福岡大空襲で図書館と蔵書約9000冊を焼失。
- 1946年 福岡経済専門学校に改称。
- 1949年 福岡外事専門学校を統合し、新制福岡商科大学設立、商学部を設置。
- 1950年 短期大学部を併設。
- 1956年 福岡大学に改称、法経学部を設置。
- 1958年 短期大学部を廃止。
- 1959年 法経学部を法学部（法律学科）と経済学部（経済学科）に分離。
- 1960年
  - 薬学部（薬学科）を設置。
  - 法学専攻科、経済学専攻科および商学専攻科を設置。
- 1962年 工学部（機械工学科・電気工学科）を設置。
- 1964年 工学部に土木工学科および建築学科を増設。
- 1965年
  - 法学専攻科および経済学専攻科を廃止。
  - 法学研究科（民刑事法専攻修士課程）および経済学研究科（経済学専攻修士課程）を設置。
  - 薬学専攻科を設置。
- 1966年 薬学部に製薬化学科、工学部に電子工学科を増設。
- 1967年
  - 商学部に貿易学科を増設。
  - 法学研究科に公法専攻修士課程および民刑事法専攻博士課程、経済学研究科に経済学専攻博士課程を増設。
- 1968年
  - 商学専攻科および薬学専攻科を廃止。
  - 経済学部に産業経済学科を増設。
  - 商学研究科（商学専攻修士課程）および薬学研究科（薬学専攻修士課程）を設置。
- 1969年
  - 人文学部（文化学科・英語学科・仏語学科）および体育学部（体育学科）を設置。
  - 工学部に化学工学科を増設。
- 1970年
  - 理学部（応用数学科・応用物理学科・化学科）を設置。
  - 工学研究科（機械工学専攻および電気工学専攻の各修士課程）を設置。
  - 人文学部に独語学科、法学部に経営法学科を増設。
  - 商学研究科に商学専攻博士課程を増設。
- 1971年 法学研究科に公法専攻博士課程を増設。
- 1972年 医学部（医学科）を設置。
- 1973年 九州電力病院の運営を譲受、大学病院開設。
- 1974年 工学研究科に化学工学専攻修士課程を増設。
- 1975年 薬学研究科に薬学専攻博士課程を増設。
- 1976年 理学研究科(応用物理学専攻および化学専攻の各博士課程)を設置。
- 1978年 医学研究科（人間生物系専攻、感染生物系専攻、病態構造系専攻、病態機能系専攻、病態生化学系専攻および社会医学系専攻の各博士課程）を設置。
- 1982年
  - 人文科学研究科（英語学英米文学専攻および仏語学仏文学専攻の各修士課程）を設置。
  - 理学研究科に応用数学専攻修士課程を増設。
- 1985年 福岡大学筑紫病院開設。
- 1987年 人文学部に歴史学科および日本語日本文学科を増設。
- 1990年
  - 体育学研究科（体育学専攻修士課程）を設置。
  - 理学研究科に応用数学専攻博士課程、工学研究科に電子工学専攻および建設工学専攻の各修士課程を増設。
- 1992年 人文科学研究科に史学専攻、日本語日本文学専攻および独語学独文学専攻の各修士課程を増設。
- 1993年 工学研究科にエネルギ一・環境システム工学専攻および情報・制御システム工学専攻の各博士課程を増設。
- 1994年 人文科学研究科に史学専攻および日本語日本文学専攻の各博士課程を増設。
- 1995年 人文学部独語学科および仏語学科をドイツ語学科およびフランス語学科に改称。
- 1997年 人文科学研究科に英語学英米文学専攻、独語学独文学専攻および仏語学仏文学専攻の各博士課程、理学研究科に地球圏科学専攻修士課程を増設。
- 1998年 理学部に地球圏科学科を増設。
- 1998年 工学部電子工学科を電子情報工学科に改組。
- 1998年 体育学部をスポーツ科学部（スポーツ科学科・健康運動科学科）に改組。
- 1999年
  - 人文学部に東アジア地域言語学科、商学部に経営学科を増設。
  - 人文科学研究科に社会・文化論専攻修士課程、理学研究科に地球圏科学専攻博士課程を増設。
- 2000年 人文科学研究科に教育・臨床心理専攻修士課程を増設。
- 2002年 人文科学研究科に教育・臨床心理専攻博士課程、工学研究科に資源循環・環境工学専攻修士課程を増設。
- 2003年
  - 体育学研究科体育学専攻をスポーツ健康科学研究科スポーツ健康科学専攻に改称。
  - 工学部化学工学科および土木工学科を化学システム工学科および社会デザイン工学科に改称。
- 2004年
  - 法曹実務研究科（法科大学院）を設置。
  - スポーツ健康科学研究科にスポーツ健康科学専攻博士課程を増設。
  - 薬学部薬学科および製薬化学科を医療薬学科および生命薬学科に改称。
  - 工学研究科電子工学専攻および化学工学専攻を電子情報工学専攻および化学システム工学専攻に改称。
  - 工学部電子工学科を廃止。
- 2005年
  - 福大前駅（福岡市地下鉄七隈線）開業に合わせて正門を西側に移設。
  - 体育学部（体育学科）を廃止。
- 2006年 薬学部医療薬学科および生命薬学科を改組して薬学科（6年制）を増設。
- 2007年 人文学部に教育・臨床心理学科、医学部に看護学科を増設。
- 2008年
  - 理学部応用物理学科を物理科学科に改称。
  - 医学研究科人間生物系専攻、感染生物系専攻および病態生化学系専攻を人体生物系専攻、生体制御系専攻および先端医療科学系専攻に改称。
- 2010年
  - 薬学研究科に健康薬科学専攻修士課程を増設。
  - 薬学部生命薬学科を廃止。
- 2011年
  - 薬学部医療薬学科を廃止。
  - 薬学研究科薬学専攻博士課程前期を廃止。
  - 医学研究科に看護学専攻修士課程を増設。
- 2012年
  - 薬学研究科に薬学専攻博士課程（4年制）を増設。
  - 留学生別科を設置。
- 2014年 薬学研究科薬学専攻博士課程後期を廃止。
- 2018年 福岡市医師会成人病センターを譲受、福岡大学西新病院開設。

## 教育および研究

### 学部
- 人文学部
  - 文化学科
  - 歴史学科
  - 日本語日本文学科
  - 英語学科
  - ドイツ語学科
  - フランス語学科
  - 東アジア地域言語学科
  - 教育・臨床心理学科
- 法学部
  - 法律学科
  - 経営法学科
- 経済学部
  - 経済学科
  - 産業経済学科
- 商学部
  - 商学科
  - 経営学科
  - 貿易学科
- 商学部第二部
  - 商学科
- 理学部
  - 応用数学科（応用数学コース、社会数理・情報インスティチュート）
  - 物理科学科（旧応用物理学科）
  - 化学科
  - 地球圏科学科
- 工学部
  - 機械工学科
  - 建築学科
  - 化学システム工学科
  - 電子情報工学科
  - 電気工学科
  - 社会デザイン工学科
- 医学部
  - 医学科
  - 看護学科
- 薬学部
  - 薬学科（6年制）
- スポーツ科学部
  - スポーツ科学科
  - 健康運動科学科

### 研究科
- 人文科学研究科
  - 史学専攻
  - 日本語日本文学専攻
  - 英語学英米文学専攻
  - 独語学独文学専攻
  - 仏語学仏文学専攻
  - 社会・文化論専攻（修士課程）
  - 教育・臨床心理専攻
- 法学研究科
  - 公法専攻
  - 民刑事法専攻
- 経済学研究科
  - 経済学専攻
- 商学研究科
  - 商学専攻
- 法曹実務研究科（法科大学院）
  - 法務専攻
- 理学研究科
  - 応用数学専攻
  - 応用物理学専攻
  - 化学専攻
  - 地球圏科学専攻
- 工学研究科
  - 機械工学専攻（博士課程前期）
  - 電気工学専攻（博士課程前期）
  - 電子情報工学専攻（博士課程前期）
  - 化学システム工学専攻（博士課程前期）
  - 建設工学専攻（博士課程前期）
  - エネルギー・環境システム工学専攻（博士課程後期）
  - 情報・制御システム工学専攻（博士課程後期）
  - 資源循環・環境工学専攻（修士課程）
- 医学研究科
  - 人体生物系専攻（博士課程）
  - 感染制御系専攻（博士課程）
  - 病態構造系専攻（博士課程）
  - 病態機能系専攻（博士課程）
  - 先端医療科学系専攻（博士課程）
  - 社会医学系専攻（博士課程）
  - 看護学専攻（修士課程）
- 薬学研究科
  - 健康薬科学専攻（修士課程）
  - 薬学専攻（博士課程後期）
- スポーツ健康科学研究科
  - スポーツ健康科学専攻

### 研究

#### 私立大学戦略的研究基盤形成支援事業
- 先端分子医学研究センター
- 身体活動研究所

#### 私立大学学術研究高度化推進事業
- ハイテク・リサーチ・センター整備事業
  - 高機能物質研究所
  - てんかん分子病態研究センター
- 学術フロンティア推進事業
  - 資源循環・環境制御システム研究所
  - 都市空間情報行動研究所

### 教育
- 「魅力ある大学院教育」イニシアティブ
  - 「資源循環総合演習」による実践的環境教育

## キャンパス

### 七隈キャンパス

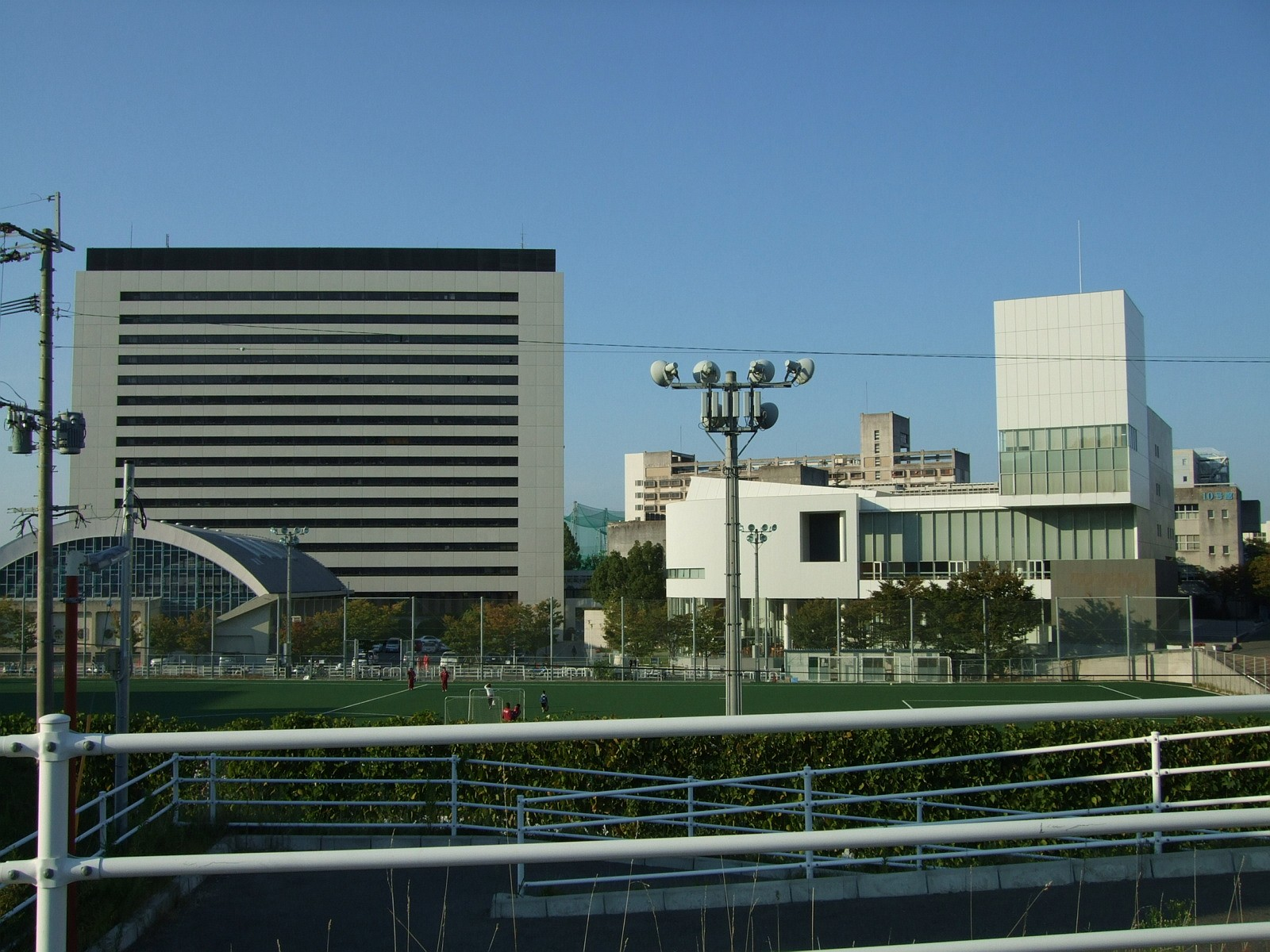
左から公認室内プール（かまぼこ型の建物）、文系センター棟（公認室内プールの奥の建物）、ヘリオスプラザ（右側の白い建物）、8号館（ヘリオスプラザの奥の建物）、10号館。手前は一般グラウンド

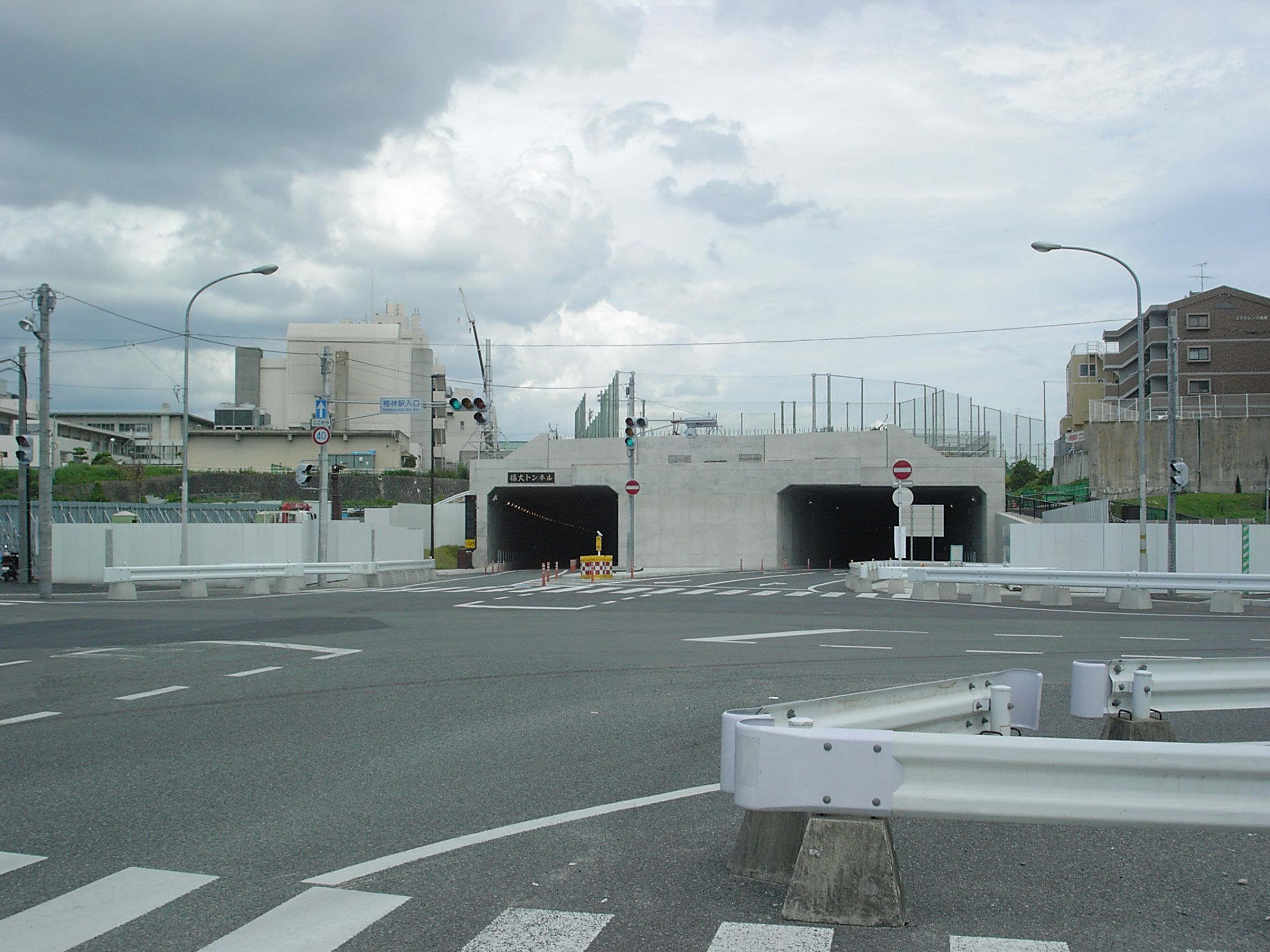
福大トンネル

全学部と大学病院を擁するメインキャンパス。敷地面積は59万m2を超え、キャンパス内には学生食堂やレストラン、売店やコンビニエンスストアがいくつも設けられている。
キャンパス周辺は開発が進み、福岡市地下鉄七隈線が2005年2月3日に開業。福岡外環状道路（一般国道202号バイパス）・福岡高速5号線をキャンパス地下に通す福大トンネルも完成し、福岡外環状道路が2006年3月、福岡高速5号線が2008年4月19日にそれぞれ供用を開始した。
- 主要な建物・施設
  - 60周年記念館（ヘリオスプラザ）
槇文彦の設計。情報プラザ、福岡金文堂福大店などが入居。
  - A棟
元倉眞琴・山本圭介・堀啓二による設計。
  - 中央図書館（2012年完成）
  - 2号館（創立75周年記念商学部棟）（2012年完成）
  - 文系センター棟（文系学部教授の研究室や総合情報処理センター、国際会議場などを配置）
  - 法科大学院・図書分室棟（2004年完成）
  - 第二記念会堂
  - 総合体育館（2017年完成）
  - 4号館（ものづくりセンター）（2018年完成）
  - 公認室内プール（2021年完成。旧公認プール老朽化のため、第一記念会堂跡地に新設）

### ひびきの・北九州学術研究都市キャンパス
大学院工学研究科資源循環・環境工学専攻を設置。北九州学術研究都市・産学連携センター内。

## 産学官連携
地域の課題解決に協力する「福奏プロジェクト」を2016年に開始した。一例として、福岡大学教員が考案した「スロージョギング」という運動を取り入れたヘルスツーリズムで連携する協定を、福岡大学身体活動研究所がふくおかフィナンシャルグループおよび福岡県嘉麻市と2019年に締結した。

## 国際交流
協定校（機関）は以下のとおり。
- ニューカッスル大学（イギリス）
- リーズ大学（イギリス）
- バース大学（アメリカ）
- ルーヴァン・カトリック大学（ベルギー）
- ブレーズ・パスカル大ークレルモン・フェラン第2（フランス）
- リュミエール・リヨン第2大学（フランス）
- ジョージア工科大学（アメリカ）
- ウオッシュバン大学（アメリカ）
- カンザス大学（アメリカ）
- ワシントン大学（アメリカ）
- グリフィス大学（オーストラリア）
- 華東師範大学（中国）
- 中国政法大学（中国）
- 国家法官学院（中国語版）（中国）

- 揚州大学（中国）
- 煙台大学（中国）
- 輔仁大学（台湾）
- 蔚山大学校（韓国）
- 釜山大学校（韓国）
- 梨花女子大学校（韓国）
- 東義大学校（韓国）
- 高麗大学校（韓国）
- トリブヴァン大学（ネパール）
- 連邦立サンタ・カタリナ大学（ブラジル）
- ガジャ・マダ大学（インドネシア）
- パドヴァ大学（イタリア）
- ドゥ・ラ・サール大学（フィリピン）

## 学生生活・校風
約2万人の学生・大学院生の多くは、地元福岡県を中心とした九州・山口地方出身者である。九州経済圏の中心都市である福岡市は支店経済都市であるとともに地場企業も多く、卒業後にも福岡市に留まり就職する者も少なくない。また、『大学ランキング2018』（朝日新聞出版刊、データは大学通信調べ（2016年実績））によると、採用数のランキングにおいて警察官8位、自衛官13位、消防職員31位となっている。

### 大学周辺
多数の大衆食堂や居酒屋のほか、書店、スーパーマーケット、ボウリング場、カラオケボックスなどがあり、片江・七隈・梅林地区にかけて学生街を形成している。

### クラブ活動・課外活動
200団体近くの部活動・サークル・愛好会があり、全学生の約40パーセントが参加している。
大学から公認されている体育部は福岡大学体育部会が統括している。主なものとして、
- 陸上競技部は、過去に重松森雄（長距離走）らを輩出し、近年だと兒玉芽生（短距離走）らが所属。九州インカレでは九州共立大と、西日本インカレでは中京大などと覇を競う存在である。2021年の日本インカレ女子4×100mリレー走では立命館大や甲南大を突き放し日本学生記録（44秒51：2025年2月現在歴代1位）で優勝。翌2022年まで同種目で3連覇を達成した[3]。2023年の日本選手権女子4×400mリレー走では日体大や法政大、インカレ優勝の園田学園女子大などを振り切り初優勝を遂げ[4]、翌2024年の同日本選手権女子4×100mリレー走では青山学院大に惜敗し2位となった[5]。また過去には全日本大学駅伝3回の優勝経験がある。
- 女子バレーボール部は、全日本インカレ準優勝4回（96・04・14・19年）の戦績がある。
- サッカー部は、総理大臣杯優勝1回（2009年：第33回大会）、全日本大学選手権準優勝3回などの戦績がある。
- ラグビー部は、全国大学選手権に複数回出場し、日本代表クラスを多数輩出。
- 硬式野球部は、全日本大学選手権と明治神宮大会に複数回出場し、卒業後にプロ野球の道へ進む者も多い。

これらの実績から、体育部会の活動は九州内の大学で最も活発な1校であると言える。

### 学内イベント
- 福西戦（4 - 5月） - 例年、福岡PayPayドームにおいて九州六大学野球連盟に所属する福岡大学と西南学院大学との硬式野球部の公式戦が行われ、スタンドで西南学院との応援合戦が繰り広げられる[6]。
- 七隈祭（11月初旬） - 福岡大学の学園祭。学校所在地の七隈にちなんで名づけられた。前夜祭・後夜祭などからなり、天神地区での仮装行列、有名アーティストを招いてのライブ、講演会などが催される。

## 大学図書館
- 特色
  - 2019年時点での蔵書数は約203万冊[7]。
  - 中央図書館、医学部分館は夜10時まで開館。
  - 学外の者の利用も受け付けている。
  - 2012年7月2日に新中央図書館が開館。
- 図書館の構成
  - 中央図書館
  - 分館・分室
    - 理学部分室
    - 工学部分室
    - 薬学部分室
    - スポーツ科学部分室
    - 医学部分館

## 大学病院
- 福岡大学病院
  - 病床数 915床
  - 七隈キャンパス内。本館等のある地区と市道鳥飼梅林線（城南学園通り）を挟んで隣接
  - 福大前駅と直結する新診療棟が平成23年1月4日に開院
- 福岡大学筑紫病院
  - 病床数 310床
  - 福岡県筑紫野市
  - 新病院（建て替え）が平成25年5月7日に開院
- 福岡大学西新病院
  - 病床数 120床
  - 福岡県福岡市早良区
  - 福岡市医師会成人病センターを譲り受けて平成30年4月1日に開院

## 研究所

### 基盤研究機関研究所
- 福岡・東アジア・地域共生研究所
- 先端分子医学研究所性生命科学研究所
- 先端分子医学研究所
- てんかん分子病態研究所
- 身体活動研究所
- 膵島研究所
- 心臓・血管研究所
- 再生医学研究所
- 薬毒物探索解析研究所
- 次世代がん治療研究所

### 産学官連携研究機関研究所
- 都市空間情報行動研究所
- 安全システム医工学研究所
- 材料技術研究所
- 資源循環・環境制御システム研究所（北九州エコタウン実証研究エリア内）
- 半導体実装研究所
- 加齢脳科学研究所
- ライフ・イノベーション医学研究所
- 複合材料研究所
- 水循環・生態系再生研究所
- 福岡から診る大気環境研究所
- 機能・構造マテリアル研究所

## センター
- 総合情報処理センター
- 入学センター
- 共通教育センター
- 言語教育研究センター
- 教職課程教育センター
- 国際センター
- 就職・進路支援センター
- エクステンションセンター
- アニマルセンター
- 健康管理センター
- RIセンター
- 環境保全センター
- 知的財産センター
- 産学官連携センター
- 地域ネット推進センター

## 交通

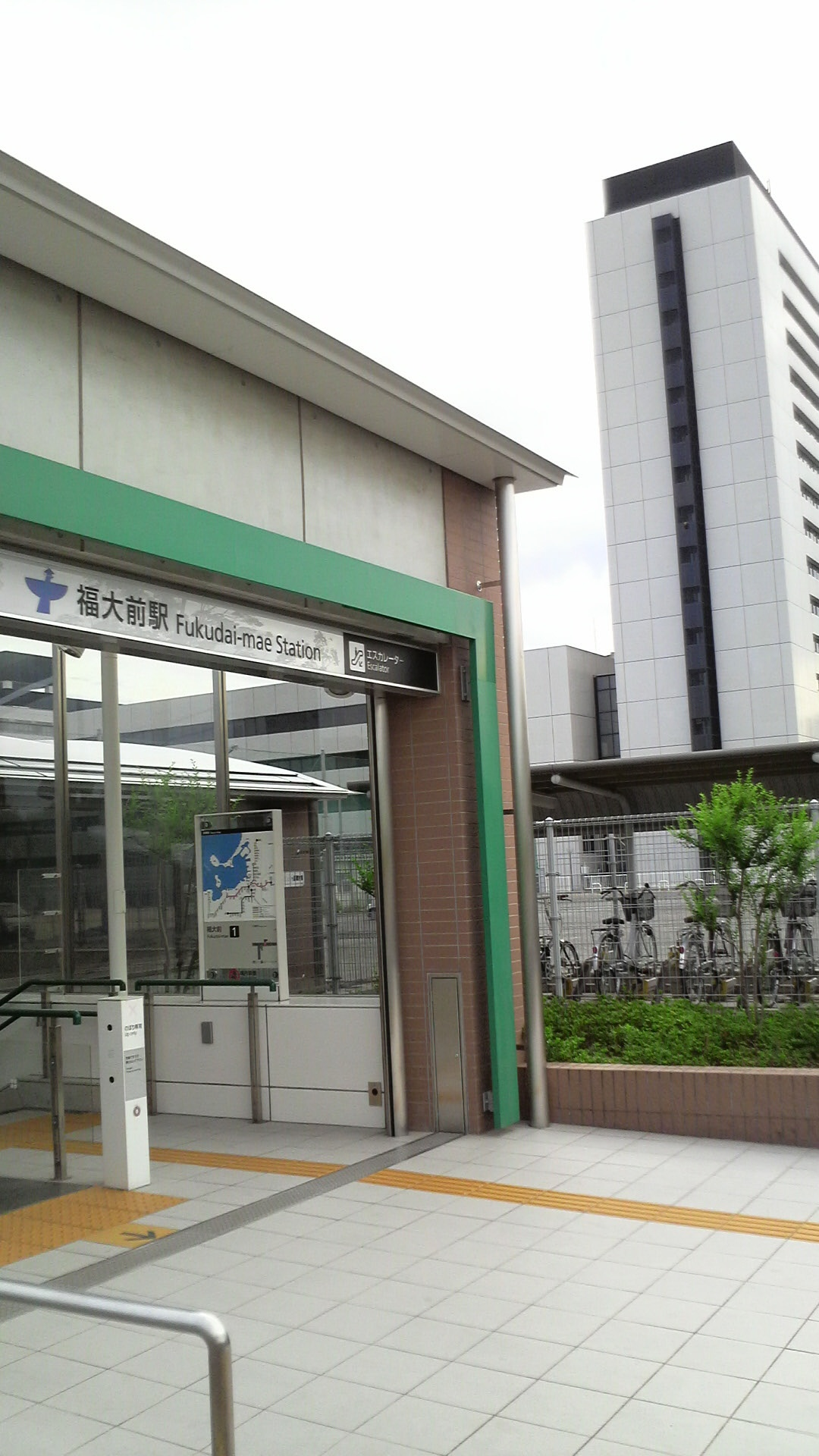
福大前駅

- 福岡市地下鉄七隈線福大前駅下車（徒歩1分）、七隈駅下車（徒歩5分）
- バス：西鉄バス「福大正門前」「福大前」「福大薬学部前」「東七隈」「福大病院」「福大第二記念会堂前」バス停下車

## 備考
※福岡大学校歌・応援歌・記念歌を参照
- 福岡大学校歌
- 第一応援歌「覇者の道」
- 第二応援歌「われらが福大」 - 附属校である大濠高等学校の校歌を第二応援歌としている。
- 福大節
- 七隈トンビ
- 背振峰遠く
- 七隈グラフィティ

## 事件・事故・不祥事
- 福岡大学ワンダーフォーゲル部ヒグマ事件 - 1970年7月26日から29日にかけ、本学ワンダーフォーゲル同好会の学生5人が北海道の日高山脈を縦走中、ヒグマに襲撃され3人が死亡。

- 2018年医学部不正入試問題への関与

2018年12月8日 - 医学部で不適切な入試を行っていたことを公表した。現役生には最大で20点、1浪生は10点を調査書の評価平均値に加える得点操作をし、2浪以上は加点の対象としなかった。
2020年2月5日 - 公益財団法人大学基準協会は「入学者選抜の方法には明らかに問題がある」と判断し、問題発覚後に審査をやり直し2013年から17年度に「適合」としていた評価を変更し「不適合」にしたと発表した。大学が「不適合」の場合は、教育プログラムの開発に関する国の補助金を申請できなくなる。

## 関連文献
- 福岡大学三十五年史編纂委員会『福岡大学三十五年史』1969年
- 福岡大学総務部広報課『目で見る福岡大学史 半世紀の歩み』1984年

## 関連学校
- 福岡大学附属大濠中学校・高等学校
- 福岡大学附属若葉高等学校